# Polski Związek Sportów Wrotkarskich
Polski Związek Sportów Wrotkarskich – organizacja zrzeszająca zawodników, trenerów i działaczy sportów wrotkarskich w Polsce z siedzibą w Warszawie. Związek jest stowarzyszony z federacją europejską – CERS oraz światową – FIRS.

## Opis
W ramach PZSW działają sekcje, reprezentujące następujące dyscypliny:
- jazda szybka,
- hokej,
- inline alpine,
- jazda agresywna,
- freestyle slalom,
- jazda figurowa,
- jazda na deskorolce.
- skate cross
- jazda na hulajnodze
- hulajnoga